# Abitain
Abitain est une commune française, située dans le département des Pyrénées-Atlantiques en région Nouvelle-Aquitaine.

## Géographie

### Localisation
La commune d'Abitain se trouve dans le département des Pyrénées-Atlantiques, en région Nouvelle-Aquitaine.
Elle se situe à 82 km par la route de Pau, préfecture du département, à 45 km d'Oloron-Sainte-Marie, sous-préfecture, et à 34 km d'Orthez, bureau centralisateur du canton d'Orthez et Terres des Gaves et du Sel dont dépend la commune depuis 2015 pour les élections départementales. La commune fait en outre partie du bassin de vie de Sauveterre-de-Béarn.
Les communes les plus proches sont : 
Athos-Aspis (1,5 km), Oraàs (2,0 km), Escos (3,0 km), Autevielle-Saint-Martin-Bideren (3,6 km), Castagnède (3,8 km), Labastide-Villefranche (4,4 km), Sauveterre-de-Béarn (4,6 km), Auterrive (5,2 km).

### Communes limitrophes
Les communes limitrophes sont  Arbouet-Sussaute, Athos-Aspis, Autevielle-Saint-Martin-Bideren, Escos, Ilharre, Labastide-Villefranche et Oraàs.
| Labastide-Villefranche | Escos                           | Oraàs       |
| Ilharre                | Abitain                         | Athos-Aspis |
| Arbouet-Sussaute       | Autevielle-Saint-Martin-Bideren |             |

### Hydrographie

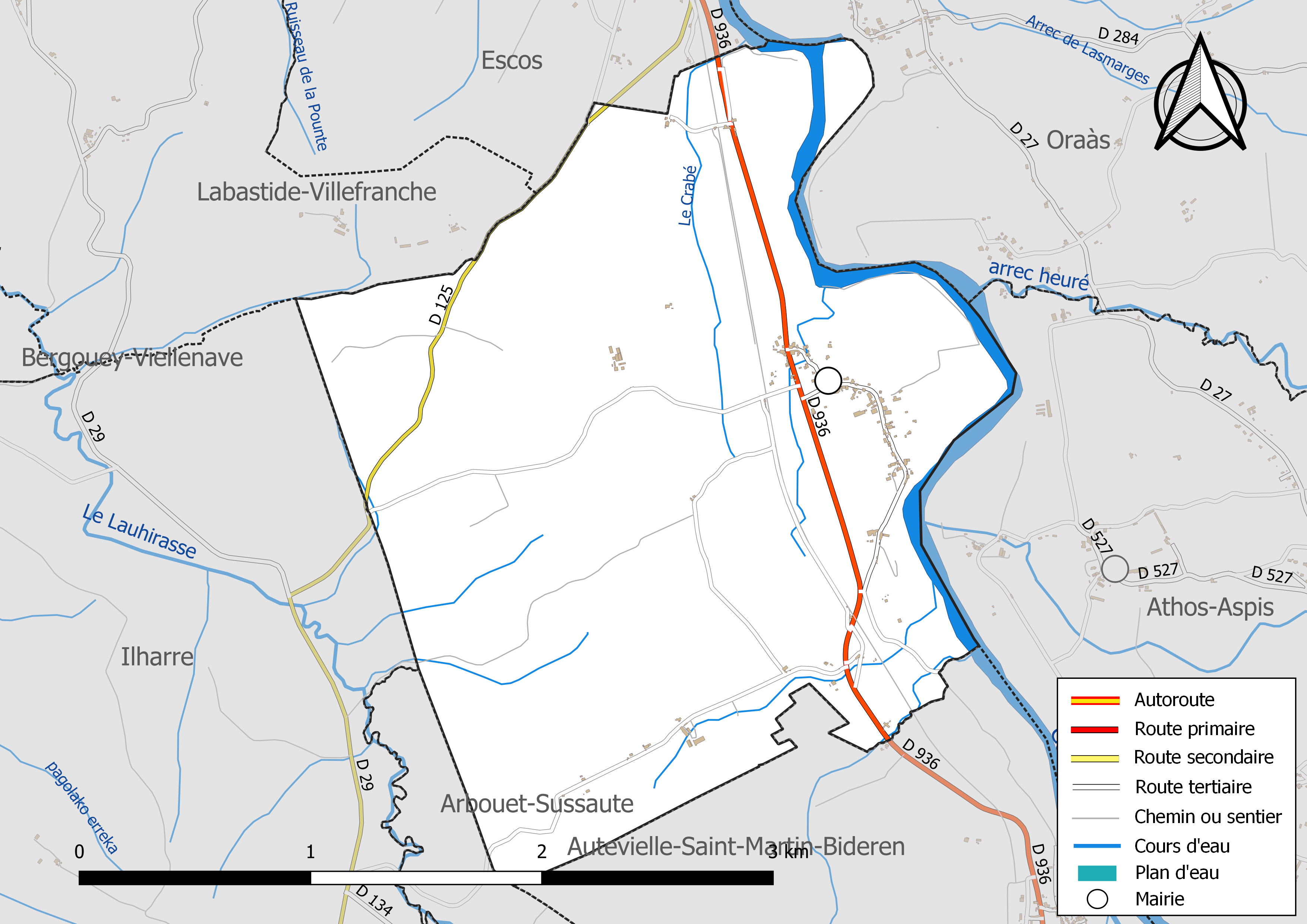
Réseaux hydrographique et routier d'Abitain.

La commune est drainée par le gave d'Oloron, l'Arrioutèque, le Crabé et par divers petits cours d'eau, constituant un réseau hydrographique de 10 km de longueur totale.
Le gave d'Oloron, d'une longueur totale de 148,8 km, prend sa source dans la commune de Laruns et s'écoule vers le nord. Il longe la commune sur son flanc est et en constitue la limite séparative avec les communes d'Oraàs et d'Athos-Aspis, puis se jette dans le gave de Pau à Sorde-l'Abbaye, après avoir traversé 64 communes.

### Climat
Pour des articles plus généraux, voir Climat de la Nouvelle-Aquitaine et Climat des Pyrénées-Atlantiques.
Historiquement, la commune est exposée à un micro climat océanique basque.  
En 2020, Météo-France publie une typologie des climats de la France métropolitaine dans laquelle la commune est exposée à un climat de montagne et est dans la région climatique Pyrénées atlantiques, caractérisée par une pluviométrie élevée (>1 200 mm/an) en toutes saisons, des hiver très doux (7,5 °C en plaine) et des vents faibles.
Pour la période 1971-2000, la température annuelle moyenne est de 13,9 °C, avec une amplitude thermique annuelle de 13,8 °C. Le cumul annuel moyen de précipitations est de 1 302 mm, avec 12,6 jours de précipitations en janvier et 8,1 jours en juillet. Pour la période 1991-2020, la température moyenne annuelle observée sur la station météorologique la plus proche, située sur la commune de Saint-Gladie-Arrive-Munein à 6 km à vol d'oiseau, est de 14,3 °C et le cumul annuel moyen de précipitations est de 1 323,1 mm,. Pour l'avenir, les paramètres climatiques de la commune estimés pour 2050 selon différents scénarios d’émission de gaz à effet de serre sont consultables sur un site dédié publié par Météo-France en novembre 2022.

### Milieux naturels et biodiversité

#### Réseau Natura 2000
Le réseau Natura 2000 est un réseau écologique européen de sites naturels d'intérêt écologique élaboré à partir des Directives « Habitats » et « Oiseaux », constitué de zones spéciales de conservation (ZSC) et de zones de protection spéciale (ZPS).
Deux sites Natura 2000 ont été définis sur la commune au titre de la « directive Habitats », : 
- « la Bidouze (cours d'eau) », d'une superficie de 2 570 ha, un vaste réseau hydrographique drainant les coteaux du Pays basque[18] ;
- « le gave d'Oloron (cours d'eau) et marais de Labastide-Villefranche », d'une superficie de 2 547 ha, une rivière à saumon et écrevisse à pattes blanches[19].

#### Zones naturelles d'intérêt écologique, faunistique et floristique
L’inventaire des zones naturelles d'intérêt écologique, faunistique et floristique (ZNIEFF) a pour objectif de réaliser une couverture des zones les plus intéressantes sur le plan écologique, essentiellement dans la perspective d’améliorer la connaissance du patrimoine naturel national et de fournir aux différents décideurs un outil d’aide à la prise en compte de l’environnement dans l’aménagement du territoire.
Une ZNIEFF de type 2,, est recensée sur la commune : 
le « réseau hydrographique du gave d'Oloron et de ses affluents » (6 885,32 ha), couvrant 114 communes dont 2 dans les Landes et 112 dans les Pyrénées-Atlantiques.

## Urbanisme

### Typologie
Au 1er janvier 2024, Abitain est catégorisée commune rurale à habitat très dispersé, selon la nouvelle grille communale de densité à sept niveaux définie par l'Insee en 2022.
Elle est située hors unité urbaine et hors attraction des villes,.

### Occupation des sols

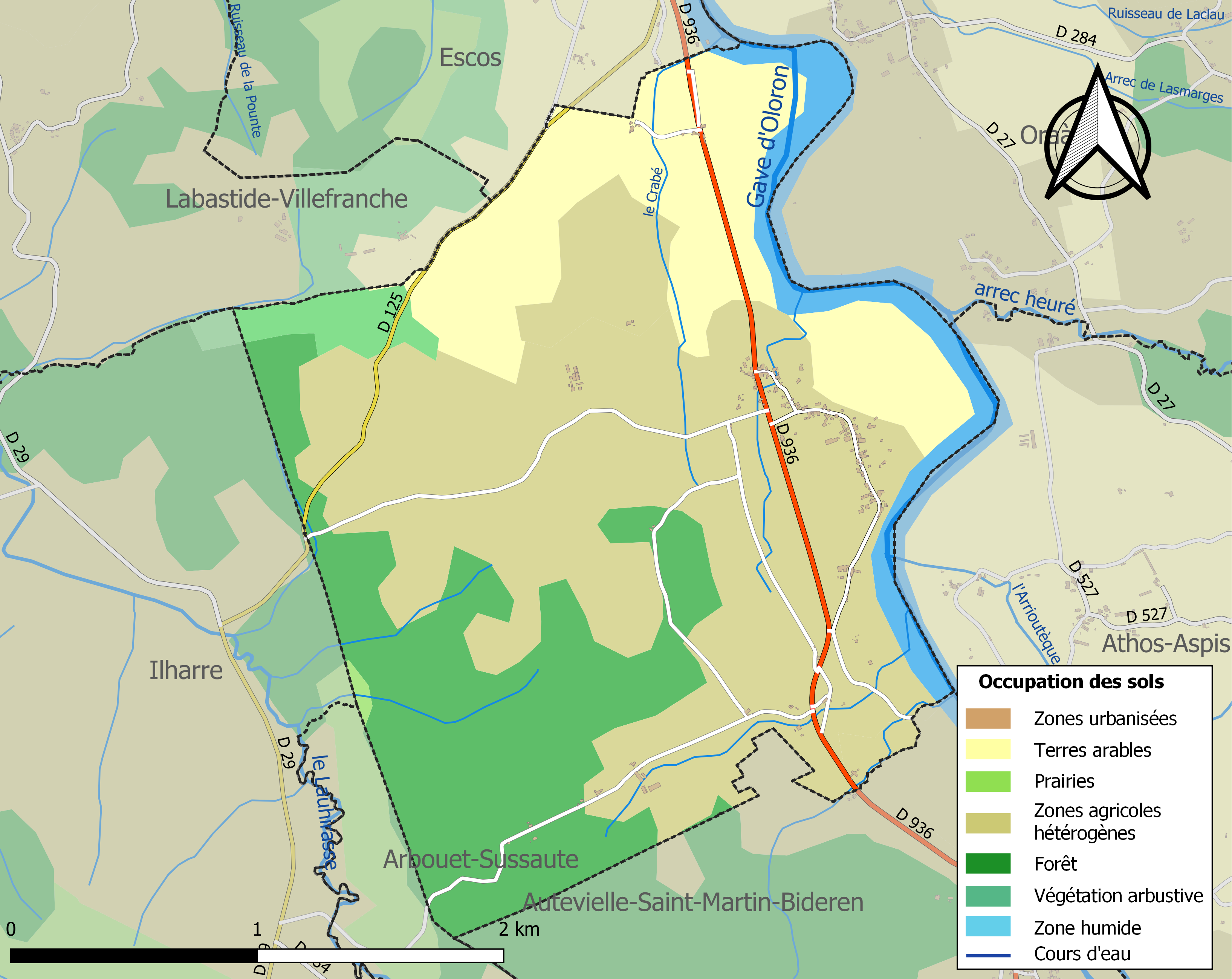
Carte des infrastructures et de l'occupation des sols de la commune en 2018 (CLC).

L'occupation des sols de la commune, telle qu'elle ressort de la base de données européenne d’occupation biophysique des sols Corine Land Cover (CLC), est marquée par l'importance des territoires agricoles (69,1 % en 2018), une proportion identique à celle de 1990 (69,1 %). La répartition détaillée en 2018 est la suivante : 
zones agricoles hétérogènes (50,5 %), forêts (23,7 %), terres arables (18,4 %), eaux continentales (5,2 %), milieux à végétation arbustive et/ou herbacée (2 %), prairies (0,2 %). L'évolution de l’occupation des sols de la commune et de ses infrastructures peut être observée sur les différentes représentations cartographiques du territoire : la carte de Cassini (XVIIIe siècle), la carte d'état-major (1820-1866) et les cartes ou photos aériennes de l'IGN pour la période actuelle (1950 à aujourd'hui).

### Lieux-dits et hameaux
- Aunès[6],[26]
- Bénes[6]
- le Bois
- Bonnefont[26]
- la Bordenave[6]
- Constantin[6]
- Coustalat[6]
- Couyoula
- Dupont[6]
- Etchebarne[6]
- Labie[6]
- Lafite[26]
- Lartigue[6]
- Latéoulère[6]
- le Lot[6]
- la Peyre[26]
- la Plaine
- Pouey[6],[26]
- Reyen[6]
- Richard[6]
- Ségabache[6]
- Treyture[6]
- la Tuilerie[26]

### Risques majeurs
Le territoire de la commune d'Abitain est vulnérable à différents aléas naturels : météorologiques (tempête, orage, neige, grand froid, canicule ou sécheresse), inondations et séisme (sismicité modérée). Il est également exposé à un risque particulier : le risque de radon. Un site publié par le BRGM permet d'évaluer simplement et rapidement les risques d'un bien localisé soit par son adresse soit par le numéro de sa parcelle.

#### Risques naturels
Certaines parties du territoire communal sont susceptibles d’être affectées par le risque d’inondation par une crue torrentielle ou à montée rapide de cours d'eau, notamment le gave d'Oloron. La commune a été reconnue en état de catastrophe naturelle au titre des dommages causés par les inondations et coulées de boue survenues en 1982, 1983, 1989, 2009 et 2021,.

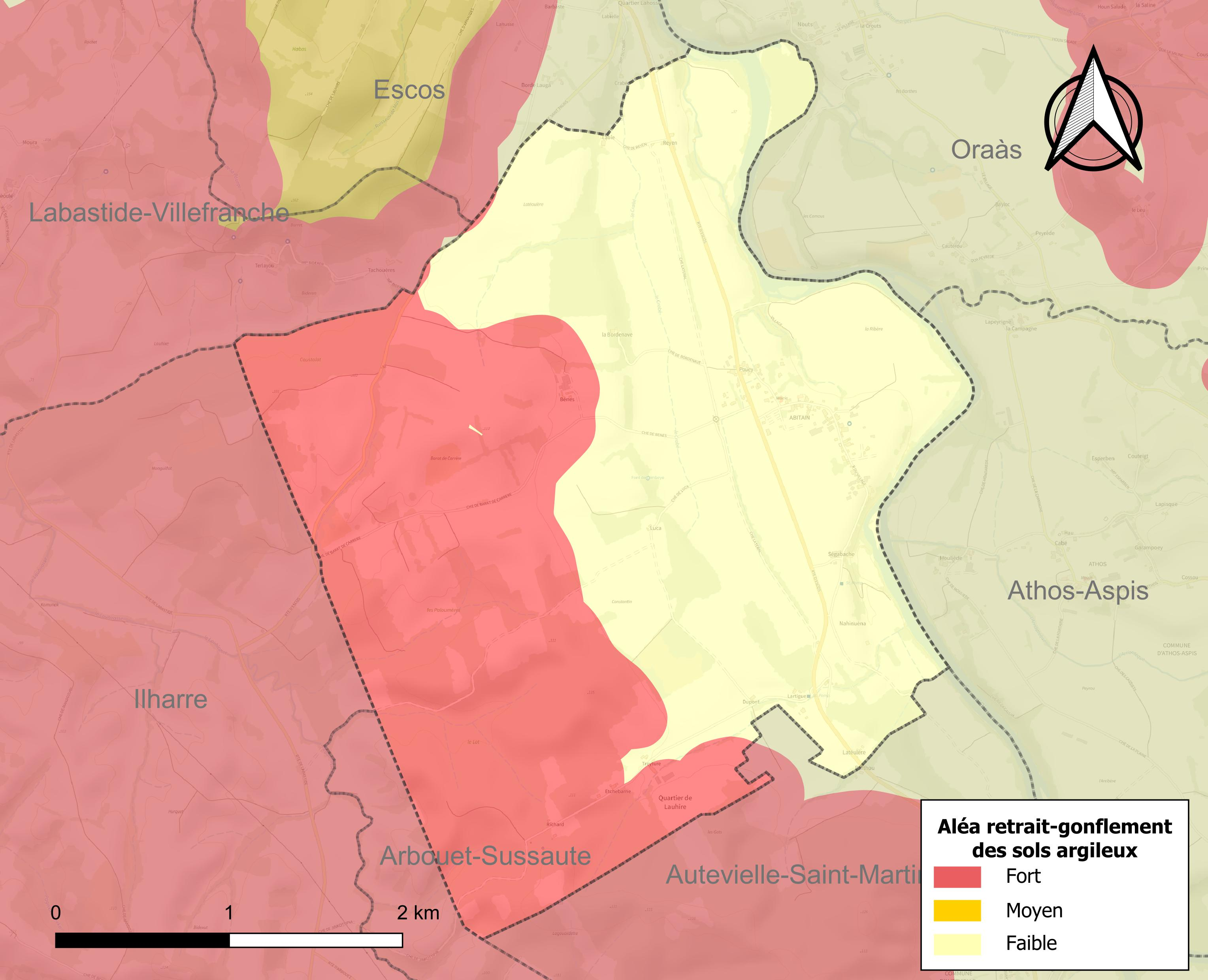
Carte des zones d'aléa retrait-gonflement des sols argileux d'Abitain.

Le retrait-gonflement des sols argileux est susceptible d'engendrer des dommages importants aux bâtiments en cas d’alternance de périodes de sécheresse et de pluie. 44,1 % de la superficie communale est en aléa moyen ou fort (59 % au niveau départemental et 48,5 % au niveau national). Depuis le 1er octobre 2020, en application de la loi ELAN, différentes contraintes s'imposent aux vendeurs, maîtres d'ouvrages ou constructeurs de biens situés dans une zone classée en aléa moyen ou fort,.

#### Risque particulier
Dans plusieurs parties du territoire national, le radon, accumulé dans certains logements ou autres locaux, peut constituer une source significative d’exposition de la population aux rayonnements ionisants. Selon la classification de 2018, la commune d'Abitain est classée en zone 2, à savoir zone à potentiel radon faible mais sur lesquelles des facteurs géologiques particuliers peuvent faciliter le transfert du radon vers les bâtiments.

## Toponymie

### Attestations anciennes
Le toponyme Abitain apparaît sous les formes
Bitengs (XIIIe siècle, cartulaire de Bayonne),
Bitenh, Vitenh et Abitenh (1385 pour les trois formes, censier de Béarn),
Abithen et Sent-Pee d'Abitehn (respectivement 1439 et 1472, notaires de Labastide-Villefranche),
Havitenh et Avitenh (respectivement 1538 et 1546, réformation de Béarn),
Aviteing (1608, insinuations du diocèse d'Oloron), 
Avitein (1786, règlement des États de Béarn) et 
Abitain (XVIIIe siècle, carte de Cassini
Michel Grosclaude propose l'étymologie latine Avitus (nom d'homme 'Avit') augmentée du suffixe gascon enh.

### Autres toponymes
Aunès est mentionné par Paul Raymond comme un fief d’Abitain, qui apparaît sous les formes 
l’ostau d’Ones (1385, censier de Béarn), 
la maison noble de Donez (1666, réformation de Béarn), 
Oneix (1783, dénombrement) et 
Aunez (1863, dictionnaire topographique Béarn-Pays basque). Ce fief devient une baronnie en mars 1775, vassale de la vicomté de Béarn.
Bonnefont est un fief d’Abitain, relevant du marquisat de Gassion, qui est mentionné sous les formes 
Bonehont (1385, censier de Béarn) et 
Bonafont (1538, réformation de Béarn).
Lafite, fief relevant de la vicomté de Béarn, apparaît en 1538 dans la  réformation de Béarn, sous la graphie L’ostau de Lafiite d’Abitenh.
Parlarriu ou Partarriu est une ferme et un fief vassal de la vicomté de Béarn, dépendant du bailliage de Sauveterre, mentionné sous les graphies 
l’ostau de Part-l’Arriu d’Abitenh (1385, censier de Béarn), 
Partarriu (1546, réformation de Béarn) et 
Pallarieu (1778, terrier d'Abitain).
La Peyre est un écart mentionné en 1863, par le dictionnaire topographique Béarn-Pays basque.
Pouey était un fief d’Abitain, vassal de la vicomté de Béarn, cité sous la forme Poey (1755, dénombrement et 1863, dictionnaire topographique Béarn-Pays basque).
La Tuilerie est un fief d’Abitain qui apparaît en 1537 sous la graphie La Teulère (titres de Béarn).

### Graphie béarnaise
Son nom en béarnais est Avitenh ou Abitégn.

## Histoire
Le village d'Abitain s'est formé sur la rive gauche du gave d'Oloron autour de son abbaye laïque, vassale de la vicomté de Béarn, dont il reste un bâtiment. Les familles de Belloc puis de Claverie ont été les abbés patrons de la paroisse. La tombe du dernier abbé laïque d'Abitain, décédé en 1785, se trouve dans l'église Saint-Pierre.
Paul Raymond note qu'en 1385, la commune comptait quinze feux et dépendait du bailliage de Sauveterre.
En 1648, la baronnie de Lons devient un marquisat, qui inclut Abitain, Anoye, Baleix, Castillon, Juillacq, le Leu (hameau d'Oraàs), Lion, Lons, Maspie, Oraàs, Peyrède (fief d'Oraàs), Sauvagnon et Viellepinte.
Le village avait deux moulins: celui du Leü (qui dépendait en fait d'Oraàs), et celui de Séguabache, aujourd'hui transformé en 
scierie.
En 1856, Ferdinand Carrère, héritier du dernier abbé laïque, démolit l'ancien château abbatial pour construire le château Carrère à Escos.
En février 1814, le village est occupé par les troupes du général Morillo et par les Anglais, faisant face aux Français retranchés à Oraàs.
Un bac célèbre - où il y a eu un accident dramatique en 1845 - est resté longtemps en service au lieu-dit Moliède d'Athos.

## Politique et administration

### Liste des maires
| Période                                  | Période        | Identité           | Étiquette | Qualité               |
| ---------------------------------------- | -------------- | ------------------ | --------- | --------------------- |
| Les données manquantes sont à compléter. |                |                    |           |                       |
| 1935                                     | 1940           | Pierre de Chevigné |           |                       |
|                                          |                |                    |           |                       |
| 1945                                     | 1965           | Pierre de Chevigné | MRP       | Député (1945-1958)    |
|                                          |                |                    |           |                       |
| 1983                                     | 2001           | Denise Saint-Pé    | UDF       | Conseillère générale  |
| 2001                                     | 2008           | Victor Masero      | DVD       |                       |
| 2008                                     | 2014           | Didier Lasserre    |           |                       |
| 2014                                     | septembre 2024 | Marc Seguin        | SE        | Cadre (secteur privé) |
| novembre 2024                            | En cours       | Christophe Nicolas |           |                       |

### Intercommunalité
La commune fait partie de sept structures intercommunales :
- l’agence publique de gestion locale, dont le siège est à Pau ;
- le centre intercommunal d'action sociale de Sauveterre-de-Béarn ;
- la communauté de communes du Béarn des Gaves ;
- le syndicat intercommunal des gaves d'Oloron et de Mauléon (SIGOM) ;
- le syndicat d'énergie des Pyrénées-Atlantiques ;
- le syndicat intercommunal d’alimentation en eau potable du Saleys et des Gaves ;
- le syndicat intercommunal des Gaves et du Saleys.

### Tendances politiques et résultats
Lors des élections européennes de 2019, le taux de participation d’Abitain est supérieur à la moyenne (74,74% contre 50,12% au niveau national). La liste du Rassemblement national arrive en tête avec 20,31% des suffrages, contre 23,31% au niveau national. La liste des Républicains obtient 17,19% des voix, contre 8,48% au niveau national. La liste de Debout La France réalise un score de 10,94% des votes contre 3,51% au niveau national. La liste de La République en Marche et celle d’Europe-Ecologie-Les Verts arrivent ex aequo, avec 9,38% des suffrages, contre respectivement 22,41% et 13,48% au niveau national. La liste du Parti Communiste Français obtient 6,25%, contre 2,49% des voix au niveau national. Les autres listes obtiennent des scores inférieurs à 5% des voix.
Le résultat de l'élection présidentielle de 2012 dans cette commune est le suivant :
| Candidat       | Candidat                    | Premier tour | Premier tour | Second tour | Second tour |
| Candidat       | Candidat                    | Voix         | %            | Voix        | %           |
| -------------- | --------------------------- | ------------ | ------------ | ----------- | ----------- |
|                | Eva Joly (EÉLV)             | 0            | 0,00         |             |             |
|                | Marine Le Pen (FN)          | 15           | 18,52        |             |             |
|                | Nicolas Sarkozy (UMP)       | 7            | 8,64         | 28          | 37,84       |
|                | Jean-Luc Mélenchon (FG)     | 6            | 7,41         |             |             |
|                | Philippe Poutou (NPA)       | 4            | 4,94         |             |             |
|                | Nathalie Arthaud (LO)       | 1            | 1,23         |             |             |
|                | Jacques Cheminade (SP)      | 0            | 0,00         |             |             |
|                | François Bayrou (MoDem)     | 21           | 25,93        |             |             |
|                | Nicolas Dupont-Aignan (DLR) | 4            | 4,94         |             |             |
|                | François Hollande (PS)      | 23           | 28,40        | 46          | 62,16       |
|                |                             |              |              |             |             |
| Inscrits       | Inscrits                    | 91           | 100,00       | 91          | 100,00      |
| Abstentions    | Abstentions                 | 8            | 8,79         | 10          | 10,99       |
| Votants        | Votants                     | 83           | 91,21        | 81          | 89,01       |
| Blancs et nuls | Blancs et nuls              | 2            | 2,41         | 7           | 8,64        |
| Exprimés       | Exprimés                    | 81           | 97,59        | 74          | 91,36       |

Le résultat de l'élection présidentielle de 2017 dans cette commune est le suivant :
| Candidat    | Candidat                    | Premier tour | Premier tour | Deuxième tour | Deuxième tour |  |
| Candidat    | Candidat                    | %            | Voix         | %             | Voix          |  |
| ----------- | --------------------------- | ------------ | ------------ | ------------- | ------------- |  |
|             | Nicolas Dupont-Aignan (DLF) | 6,17         | 5            |               |               |  |
|             | Marine Le Pen (FN)          | 28,40        | 23           | 44,87         | 35            |  |
|             | Emmanuel Macron (EM)        | 13,58        | 11           | 55,13         | 43            |  |
|             | Benoît Hamon (PS)           | 3,70         | 3            |               |               |  |
|             | Nathalie Arthaud (LO)       | 0,00         | 0            |               |               |  |
|             | Philippe Poutou (NPA)       | 1,23         | 1            |               |               |  |
|             | Jacques Cheminade (SP)      | 0,00         | 0            |               |               |  |
|             | Jean Lassalle (RES)         | 23,46        | 19           |               |               |  |
|             | Jean-Luc Mélenchon (LFI)    | 14,81        | 12           |               |               |  |
|             | François Asselineau (UPR)   | 0,00         | 0            |               |               |  |
|             | François Fillon (LR)        | 8,64         | 7            |               |               |  |
|             |                             |              |              |               |               |  |
| Inscrits    | Inscrits                    | 97           | 100,00       | 97            | 100,00        |  |
| Abstentions | Abstentions                 | 11           | 11,34        | 10            | 10,31         |  |
| Votants     | Votants                     | 86           | 88,66        | 87            | 89,69         |  |
| Blancs      | Blancs                      | 1            | 1,16         | 0             | 0,00          |  |
| Nuls        | Nuls                        | 4            | 4,65         | 9             | 10,34         |  |
| Exprimés    | Exprimés                    | 81           | 94,19        | 78            | 89,66         |  |

## Population et société

### Démographie
Le gentilé est Abitainois.
L'évolution du nombre d'habitants est connue à travers les recensements de la population effectués dans la commune depuis 1793. Pour les communes de moins de 10 000 habitants, une enquête de recensement portant sur toute la population est réalisée tous les cinq ans, les populations de référence des années intermédiaires étant quant à elles estimées par interpolation ou extrapolation. Pour la commune, le premier recensement exhaustif entrant dans le cadre du nouveau dispositif a été réalisé en 2008.

En 2022, la commune comptait 115 habitants, en évolution de +18,56 % par rapport à 2016 (Pyrénées-Atlantiques : +3,78 %, France hors Mayotte : +2,11 %).
| 1793 | 1800 | 1806 | 1821 | 1831 | 1836 | 1841 | 1846 | 1851 |
| ---- | ---- | ---- | ---- | ---- | ---- | ---- | ---- | ---- |
| 315  | 312  | 332  | 344  | 355  | 383  | 336  | 325  | 300  |

| 1856 | 1861 | 1866 | 1872 | 1876 | 1881 | 1886 | 1891 | 1896 |
| ---- | ---- | ---- | ---- | ---- | ---- | ---- | ---- | ---- |
| 290  | 280  | 300  | 307  | 305  | 337  | 323  | 304  | 301  |

| 1901 | 1906 | 1911 | 1921 | 1926 | 1931 | 1936 | 1946 | 1954 |
| ---- | ---- | ---- | ---- | ---- | ---- | ---- | ---- | ---- |
| 296  | 285  | 292  | 262  | 252  | 253  | 264  | 230  | 202  |

| 1962 | 1968 | 1975 | 1982 | 1990 | 1999 | 2006 | 2008 | 2013 |
| ---- | ---- | ---- | ---- | ---- | ---- | ---- | ---- | ---- |
| 172  | 158  | 143  | 138  | 126  | 107  | 102  | 101  | 96   |

| 2018 | 2022 | - | - | - | - | - | - | - |
| ---- | ---- | - | - | - | - | - | - | - |
| 106  | 115  | - | - | - | - | - | - | - |

## Économie
L'activité de la commune est principalement agricole. Une scierie y est en activité.
La commune fait partie de la zone d'appellation de l'ossau-iraty.

## Culture locale et patrimoine

### Lieux et monuments
Il ne reste que des ruines du moulin du Leü qui fut l'objet de nombreux procès. Un autre moulin, dit de Séguabache, actuelle scierie, est également visible sur la commune.

#### Église Saint-Pierre d'Abitain
L'édifice est référencé dans la base Mérimée et à l'Inventaire général Région Nouvelle-Aquitaine.
Lors de la construction du clocher en 1926 on détruisit ce qu'il restait de l'ancienne abbaye laïque où le seigneur avait une pièce particulière donnant sur le chœur de l'église d'où il pouvait suivre la messe sans être mêlé à la foule. On devine encore l'enclos abbatial.
La litre funéraire du dernier seigneur d'Abitain a été découverte lors des travaux de restauration de l'église. Elle a été matérialisée sur le mur de l'église afin d'en conserver le souvenir.
L'église est dédiée à l'apôtre saint Pierre, d'origine romane, garde encore les armoiries des abbés d'Abitain (d'azur à deux étoiles d'or en chef), la sépulture du dernier abbé et un vitrail du XVIe siècle, d'origine germanique. On trouve aussi dans l'église (dans le grenier) un reste de retable du XVIIe siècle.
Le cimetière abrite la tombe des curés et celle de l'abbé Joffre, capucin missionnaire au Canada qui décéda à Abitain en 1909, ainsi que la sépulture du colonel comte Pierre de Chevigné, Compagnon de la Libération, personnage incontournable de la vie politique béarnaise, grand résistant et fidèle du général de Gaulle. Les armoiries des Chevigné sont gravées sur son tombeau avec la devise "Quod decet". Il fit don de terrains et d'équipements aux communes d'Abitain et d'Escos.[réf. nécessaire]

### Personnalités liées à la commune
Pierre de Chevigné, né à Toulon en 1909 et mort à Biarritz en 2004 fut un colonel et homme politique français, ministre de la IVe République et compagnon de la Libération. Il fut maire d'Abitain de 1935 à 1940 et de 1945 à 1965. Il est inhumé dans le cimetière de la commune.

## Pour approfondir